# 昔蘭尼加酋長國
昔蘭尼加酋長國是利比亞宗教领袖伊德里斯一世在英國支持下，于1949年3月1日在利比亞西部建立的酋長國，是利比亞王國的前身。賽義德·伊德里斯在班加西的“國會”上自稱為昔蘭尼加的埃米爾。1951年12月24日利比亞正式獨立，3天後登基為利比亞王國國王。
埃米爾國的國旗是一面黑旗加上星月，後來利比亞王國國旗也大同小異，只是增加了一個紅色和綠色的條紋，代表烈士的血液和繁榮，同時加上一個象徵他個人權威的白色皇冠。
2012年3月6日，像63年前一樣，類似的一種會議在班加西舉行，呼籲昔蘭尼加得到更多的自主權和實行聯邦制，前國王伊德里斯的親戚艾哈迈德·塞努西，被宣布為宣布昔蘭尼加過渡委員會的領導人。